# Canal 6
Canal 6 era um canal televisivo em português, produzido pela Pluricanal, de caráter informativo, que operou entre 2002 e 2011. Com sede em Leiria, emitia 24 horas por dia, sendo dado especial destaque a resumos das principais notícias da imprensa regional e nacional com atualização permanente, reportagens sobre a atualidade regional - com temas tão diversos como eventos, festas, cultura, desporto, moda e noite, entre outros -, informações sobre os serviços da Pluricanal e informações úteis diversas, como cartaz dos cinemas, farmácias de serviço, números de telefone úteis e horários de funcionamento de instituições públicas, entre outros.
Deixou de ser transmitido em 2011 aquando da compra da Pluricanal pela ZON TVCabo e das mudanças de frequências da mesma.

## Programas
Programas televisivos produzidos pelo Canal 6 (Pluricanal):
- Sonho de Verão (2011) (telefilme)
- Noites Curtas (2007-2008) (telessérie)
- Raio-X (2007) (telessérie)
- Em Queda Livre (2007) (documentário de TV)
- Tchekov - O Canto do Cisne (Versão Reduzida e Misturada) (2007) (documentário de TV)
- Adeus Até ao Meu Regresso: Soldados do Império (2007) (documentário)
- O Eco de Pombal (2007) (documentário)
- Serra D'Aire & Candeeiros (2004/2007) (documentário)
- O Sacrifício (2003/2007) (documentário)
- Região Leirializ (2003/2007) (documentário)
- Peixe Fora d’Água (2007) (curta-metragem)
- Canal 6 Flashback (2007-2008) (telessérie)
- Teatro-Cine Municipal José Lúcio da Silva: Lançamento da 1ª Pedra (1964/2007) (documentário)
- Teatro José Lúcio da Silva - O Palco das Artes (2007) (documentário)
- Sabores da Nossa Terra (2007) (documentário)
- Primeira Página (2007) (telessérie)
- Canal 6 Especial: Ainda Há Pastores? (2006) (documentário de TV)
- A Estação (2006) (curta-metragem)
- A Grelha - Muito Mais Que Um Simples Restaurante (2006) (documentário)
- Quintas do Sirol - Inauguration Vivenda Raposo (2006) (DVD)
- Vamos Parar Com Isto! (2006) (spot)
- Campanha: Vamos Parar Com Isto! (2006) (documentário)
- Um Olhar Sobre Cantanhede (2006) (documentário de TV)
- Do Véu ao Altar (2006) (especial de TV)
- Capitão Dureza - Your Adventure Begins (2005) (documentário)
- Montemor-o-Velho: Pensar o Futuro no Presente (2005) (documentário)
- Leiria - Sonho e Utopia (2005) (spot)
- Afirmar Leiria (2005) (documentário)
- Devoção (2005) (curta-metragem)
- Making Of: O Pequeno Trevo (2005) (documentário)
- O Sortudo (2005) (vídeo música)
- Somos Iguais, Diferentes (2005) (vídeo música)
- PlurIndoor (2005-2008) (telessérie)
- Na Ponta da Língua (2003/06) (telessérie)
- Canal 6 Reportagem (2002-2008) (telessérie)

## Equipa
Equipa do Canal 6:
- José Oliveira (produtor executivo)
- Rui Albuquerque Dias (produtor coexecutivo, apresentador, guionista, codiretor, editor)
- Paulo César Fajardo (codiretor, operador de câmara, editor, sonoplasta, guionista)
- Jorge De Silva (editor, sonoplasta, assistente técnico, câmara adicional)
- Lucénio Carvalho (codiretor, operador de câmara, sonoplasta)
- Elisa-Sofia Gomes (apresentadora, designer gráfico, animação, guionista)
- Célia Melo Ferreira (apresentadora, guionista)
- Vítor Ferreira (codiretor, operador de câmara, editor, sonoplasta)
- Filipe Sá (produtor, voz)
- Reinaldo Dias (produtor)
- Elisabete Dias (contabilista)
- Fernando Ladeiro (voz adicional)